# Ishull i Lezhës
Ishull i Lezhës ([iʃuɫ i lɛʒəs]; Albanees voor 'eiland bij Lezhë'; bepaalde vorm: Ishulli i Lezhës), ook Ishull-Lezhë is een plaats in de deelgemeente Shëngjin van de Albanese stad (bashkia) Lezhë. Het dorp wordt geregeld verkeerdelijk tot de deelgemeente Lezhë gerekend, waarvan het centrum dichterbij ligt dan dat van Shëngjin.

## Wijken
Ishull i Lezhës is onder te verdelen in vier wijken (lagjet):
- Lagje e Hotelit ('hotelwijk')
- Lagje e Kaskuqë
- Lagje e Pyllës ('boswijk')
- Lagje e Re ('nieuwe wijk')

## Toerisme
Ishull i Lezhës ligt in een groene omgeving nabij de Kune-Vaindraslanden, een natuurreservaat geschikt voor vogelspotten. Het dorp is vooral bekend vanwege het Hoteli i Gjuetisë, een historisch hotel dat er in de jaren 30 werd gebouwd als jachthuis door Galeazzo Ciano, de schoonzoon van Benito Mussolini.